# Kybos oshanini
Kybos oshanini är en insektsart som beskrevs av Aleksey A. Zachvatkin 1953. Kybos oshanini ingår i släktet Kybos och familjen dvärgstritar. Inga underarter finns listade i Catalogue of Life.